# Morano Cálabro
Morano Cálabro es una comuna de 4963 habitantes ubicada en la provincia de Cosenza, en la región de Calabria (Italia).
Se encuentra recostada sobre una colina adyacente al monte Pollino.
Posee diversas iglesias y un monasterio.
Tiene un Museo de la Agricultura y de la Ganadería, fundado por el profesor de Historia Francesco Mainieri (hijo).
- [ˌmoˈraːno ˈkaːlabro] en la propia pronunciación moranesa
- Murenu ([ˌmuˈrɛːnu]) en dialecto grecocalabrés.

## Era antigua
Está edificada en las laderas y el morro del cerro Polino, y en su punta está el Castello Normanno (‘castillo normando’), catalogado por la Unesco para reconstruir.
El topónimo latino Muranum aparece por primera vez en una piedra miliaria (hito que marcaba una distancia de 1000 pasos) del siglo II a. C., en la época del Imperio romano).
En el Lapis Pól·lae (de Cayo Asinio Polión, el caserío de Muranum aparece mencionado como una estación de la Regio-Capuam (antigua vía consular romana en la región capuana), conocida más comúnmente como vía Popilia-vía Annia.
El poeta Ovidio (43 a. C. - 17 d. C.) cantó al actual arroyo Coscile (en esa época llamado río Sýbaris):

Cratis ―et-hinc― Sýbaris vestris conterminus oris 
  En las orillas ―y aquí y allá― de la Síbaris tuya, hacen que sus bocas  
 electro símiles faciunt auroqüe capillos. 
  parezcan de ámbar, y sus cabellos, de oro. 

Más tarde aparece en el llamado Itinerario de Antonino (siglo II d. C.).
En la Tábula peutingeriana, realizada por el diplomático y humanista alemán Konrad Peutinger (1465-1547), el pueblo aparece con el nombre de Summuranum.
En la cima de la colina donde se yergue Morano, desde esta época romana existen las ruinas de una fortificación.

## Edad Media
Hacia el año 1000, los normandos (vikingos cristianizados) arribaron a Calabria desde Sicilia (y quizá también desde el norte, por tierra, a través de toda la península italiana). En la época normanda (1100-1200), sobre las ruinas del fuerte romano, se edificó el núcleo originario de un castillo, ahora llamado Castelo Normanno (‘castillo normando’), que la Unesco ha catalogado para reconstruir.
En la Edad Media, Morano fue feudo de Apolonio Morano, hijo de Fasanella y de Antonello Fuscaldo.
Entre 1515 y 1545, Sanseverino di Bisignano (señor feudal de Morano) amplió el castillo normando.
En 1614, el príncipe Spinelli de Scalea compró el castillo, y su familia fue su propietaria hasta 1806.

## Era contemporánea
En junio de 1863, por decreto del rey italiano Víctor Manuel II, a Morano se le agregó el adjetivo Cálabro (‘calabrés’) para distinguirlo de la ciudad de Morano sul Po.
La emigración en el siglo XIX, debida al empobrecimiento de la región ante la apertura del Canal de Suez, en 1869, con importaciones más baratas, así como después de ambas guerras mundiales, hizo que su cantidad de habitantes disminuyera a menos de la mitad.
Focos de moraneses en Latinoamérica son:
- Buenos Aires y Rosario (Argentina),
- Porto Alegre (Brasil),
- San José (Costa Rica),
- la ciudad de Guatemala (Guatemala) y
- Montevideo (Uruguay).

En 2003 Morano recibió la “Bandiera Arancione” (bandera anaranjada) del Touring Club Italiano, y en el mismo año pasó a formar parte de la lista de los «pueblos más bellos de Italia».

## Pueblos
- Campotenese, a 1000 m s. n. m. (Morano está a 694 m de altitud) y a una distancia de 12 km del pueblo principal. Aquí se realizó en 1980 la undécima etapa de la Vuelta a Italia, que venció el ciclista Gianbattista Baronchelli.

## Fiesta de la Bandera
El 20 de mayo de 1996 se reinstala el histórico acontecimiento, 150 años después de su abolición.
Il Chiricòcolo es una publicación local que trata acerca de esta fiesta.

## Evolución demográfica
| Gráfica de evolución demográfica de Morano Cálabro entre 1861 y 2001 |
|                                                                      |
| Fuente ISTAT - elaboración gráfica de Wikipedia                      |

## Sitios externos
- BorghItalia.it
- ComuneMoranoCalabro.it (sitio comunal)
- Contrade.eu (sitio de la revista digital Contrade).
- DiLeone0.Tripod.com
- Mainieri.it (sitio de la familia Mainieri, con imágenes de Morano Cálabro)
- Web.Mac.com (viaje turístico a Morano Cálabro).
- Youtube.com (el paese nevado, en diciembre de 2005).
- WikiMapia.org (fotos satelitales de Morano Cálabro).
- Xoomer.Virgilio.it (asociación cultural moranense, en la plaza Juan XXIII de Morano; el sitio muestra fotos del monte Pollino y del pino Loricato).

- Datos: Q53919
- Multimedia: Morano Calabro / Q53919

1. ↑  Worldpostalcodes.org, código postal n.º 87016.
2. ↑  «Codici Catastali». Comuni-italiani.it (en italiano). Consultado el 29 de abril de 2017.